# Amblypodia soter
Amblypodia soter är en fjärilsart som beskrevs av Hans Fruhstorfer 1934. Amblypodia soter ingår i släktet Amblypodia och familjen juvelvingar. Inga underarter finns listade i Catalogue of Life.